# Trnava (ort i Tjeckien, Vysočina)
Trnava är en ort i Tjeckien.   Den ligger i regionen Vysočina, i den centrala delen av landet, 140 km sydost om huvudstaden Prag. Trnava ligger 435 meter över havet och antalet invånare är 606.
Terrängen runt Trnava är huvudsakligen lite kuperad. Trnava ligger nere i en dal. Runt Trnava är det tätbefolkat, med 276 invånare per kvadratkilometer. Närmaste större samhälle är Třebíč, 5,5 km sydväst om Trnava. Omgivningarna runt Trnava är en mosaik av jordbruksmark och naturlig växtlighet.